# 이노우에 마사나가
이노우에 마사나가(일본어: 井上正長, 1654년 ~ 1721년 1월 1일)는 에도 시대 전기부터 중기까지의 하타모토, 다이묘이다. 히타치 시모쓰마번 초대 번주.
가사마번세자 이노우에 마사토의 3남으로 태어났다. 어머니는 혼다 헤이하치로가 출신 혼다 다다요시의 딸이다. 형은 에도 막부 노중 이노우에 마사미네이다.
후사가 없어 데릴사위 이노우에 마사노리에게 가독을 물려주려 하였으나 요절하여 마사노리의 데릴사위인 이노우에 마사아쓰가 가독을 이었다.